# Восточно-Туркестанская Исламская республика
Тюркская Исла́мская респу́блика Восто́чный Туркеста́н (ТИРВТ) (или Первая Восто́чно-Туркеста́нская респу́блика) (ВТР) (уйг. شەرقىي تۈركىستان ئىسلام جۇمھۇرىيىتى / Шәрқий Түркистан Ислам Җумхурийити / Sherqiy Türkistan Islam Jumhuriyiti‎), или Респу́блика Уйгурста́н, Южный Уйгуристан (Jenubiy Uyghuristan) — государство (кратковременное государственное образование), основанное 12 ноября 1933 года в Восточном Туркестане в период Гражданской Войны в Китае.
С момента упразднения китайскими властями автономных Комульского и Турфанского княжеств в Восточном Туркестане началось уйгурское восстание во главе Ходжа-Нияз хаджи; сначала восстание охватило район Комула, затем перекинулось на Турфан, где восставших возглавил Махмут Мухити. Практически параллельно восстание началось в Хотане во главе Мухаммад Имин Богра и Сабитом Домулла. С взятием восставшими города Кашгара, 12 ноября 1933 года была провозглашена Тюркская Исламская Республика Восточный Туркестан, со столицей в городе Кашгар. Президентом Республики был выбран Хаджи Нияз хаджи, премьер-министром Сабит Домулла, министром обороны Махмут Мухити.
С взятием Кашгара в 1934 году хуэйскими полевыми командирами (союзниками нанкинского китайского правительства) при помощи советских и китайских войск (в советских документах ввод войск ОГПУ получил название «Синьцзянский поход») ТИРВТ была упразднена, но фактически она продолжила своё существование до 1937 года, когда совместно советскими и китайскими войсками была уничтожена 6-я уйгурская дивизия под командованием Абдул Нияз Камала и Кичик Ахуна, контролировавшая Кашгар и его окрестности после 1934 года.
Независимое существование первой уйгурской республики было ярким примером для создания Второй Восточной Туркестанской республики десятилетием позже и для моральной поддержки современных уйгуров в их планах создания независимого Восточного Туркестана.

## Провозглашение независимости
Среди сторонников независимости Уйгурии в начале XX века весьма влиятельным было движение джадидизма, которое основывалось на идеях пантюркизма. Первая главная школа была расположена вне Кашгара и, в отличие от традиционного обучения в медресе, обучение базировалось на изучении науки, математики, истории и различных языков.
Джадидизм подчёркивал возможность образования для личного и национального развития и возможность изменения статуса Синьцзяна.

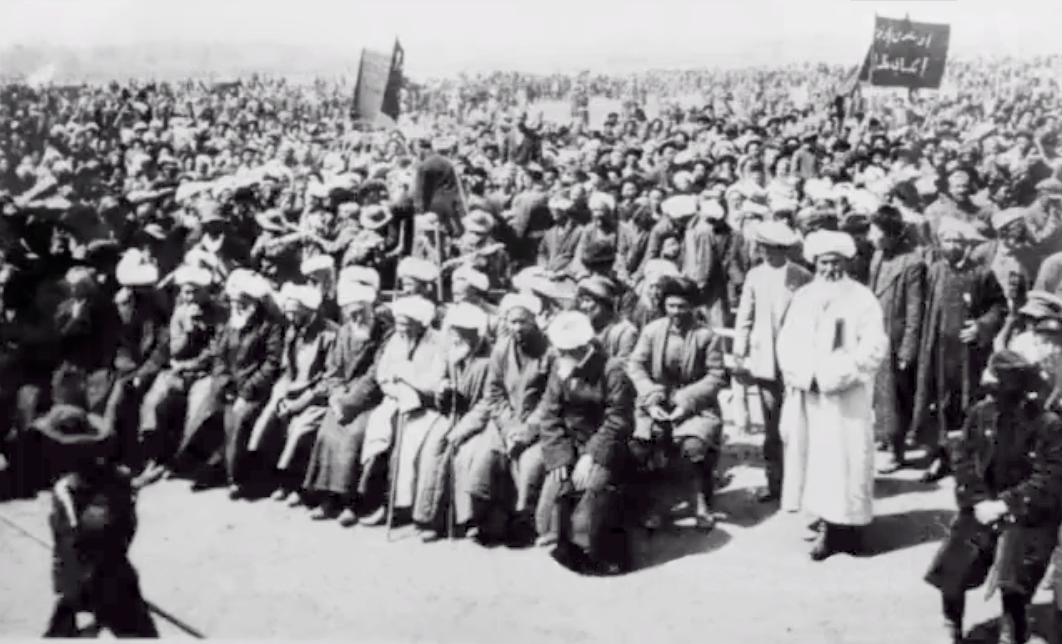
Создание Исламской республики Восточный Туркестан 12 ноября 1933 года в Кашгаре

Провозглашение СССР и социалистических центральноазиатских республик также повлияло на увеличение популярности сепаратистских настроений и распространение коммунистических идей. Хотя местная Коммунистическая организация была основана в 1921 году, Восточный Туркестан был также убежищем беженцев из СССР, которые сформировали тюркское националистическое движение.
Ситуация в Синьцзяне ухудшилась с убийством Ян Цзэнсиня в 1928 году и захватом власти его заместителем Цзинь Шужэнем, который объявил себя губернатором. Деспотический, коррумпированный и неэффективный с точки зрения управления развитием области, Цзинь в дальнейшем противодействовал народу, начав китаизацию, увеличивая налоги, запрещая участие в хадже и назначая ханьцев на должности в аппарате вместо местных лидеров.

## Восстание
Ситуация подошла к кризису в 1930 году, когда хан префектуры Гаме на востоке Синьцзяна, Шах Мехсут, умер. Согласно законам династии Цин власть перешла к его потомству. Территория Гаме была важна стратегическим расположением на главной дороге к Восточному Китаю и большим количеством неосвоенных сельхозугодий. Всё это и желание правительства прибрать власть к рукам и отменить феодальное право наследования подтолкнула Цзинь Шужэня отменить ханство и ввести прямое правление.
Цзинь Шужэнь удвоил сельхозналог на местных уйгуров, конфисковал их поля, отдавая их ханьцам, беженцам с Ганьсу, и субсидировал их, тогда как уйгуров переселял на плохие земли на окраине пустыни. Новый гарнизон, прибывший в Гаме, только увеличил противодействие местного населения, и в 1931 году в области появились отряды сопротивления. Последней каплей стал февраль 1931 года, когда этнический китайский офицер попытался жениться на уйгурке. Уйгуры утверждали, что девушка была изнасилована, а исламские законы запрещают мусульманским девочкам вступать в брак с немусульманами, поэтому это показывало, что уйгуры были поруганы.
Восстание началось 20 февраля 1931 года резнёй Чинга и его 33 солдат на свадьбе, 120 ханьцев-беженцев из Ганьсу также были убиты. Восстание не ограничилось только уйгурами, в нём приняли участие казахи, киргизы, китайцы хань и хуэйцзу — все, кто хотел отмены власти Цзиня.
Гоминьдан и Советский Союз осложнили ситуацию, посылая войска Цзиню и его командующему Шэн Шицаю, на его стороне также были белые эмигранты из СССР, обитавшие в долине реки Или.
Главный бой произошёл у Урумчи, где были сконцентрированы военные отряды уйгуров и хуэйцзу, которые были окружёны отрядами Шэн Шицая, белогвардейцев и маньчжурских солдат, которые отступили во время оккупации Японией северо-восточного Китая.
В апреле 1933 года Цзинь был утверждён в должности этой коалицией. Шэн, получив военную поддержку Советского Союза, предложил одному из военных руководителем уйгуров, Ходже Ниязу (бывшему советнику Шаха Мехсута), власть в одном из районов юга Уйгурии в обмен на военную поддержку против отрядов хуэйцзу во главе с Ма Чжунъином. Тем самым он расколол повстанцев.
Другая часть войск хуэйцзу вместе с уйгурами (во главе с беком Тимуром) ударили на юге Уйгурии по городу Куча и подошли в марте к Кашгару. Окружающие войска и здесь учинили раскол: командующий хуэйцзу Ма Чжаньцан вошёл в сговор с местными властями, а хуэйцзу во главе с Ма Шаоу атаковали уйгуров и убили бека Тимура.

## Основание Первой Восточно-Туркестанской республики
В это время на юге Таримского бассейна в городе Хотан три брата из богатой семьи Бухра, которые получили образование по джадидизму, начали восстание рабочих на золотых приисках возле города Керия, а также в долинах Юрункаш и Каракаш. Они объявили себя эмирами, провозгласили Хотанский эмират и независимость от Китая 16 марта 1933 года.
Местная провинциальная власть и её военные отряды были уничтожены горняками. Местное китайское население не было уничтожено только потому, что приняло ислам. Хотанский эмират послал одного из братьев Шахмансура Амин Бухра в Кашгар с целью установления власти и учреждения кашгарского филиала Хотанского правительства, что и было сделано в июле 1933 года. До конца года филиал был преобразован в многоэтническую, квазинационалистическую Восточно-Туркестанскую Ассоциацию Независимости, которая базировалась на принципах национализма и джадидизма.
В сентябре 1933 года Сабит Дамолла объявил об образовании Восточно-Туркестанской республики во главе с Ходжой Ниязом — несмотря на то, что Ниязи был в то время на севере Уйгурии и фактически в коалиции с Шэн Шицаем.
12 ноября 1933 года была объявлена Тюркская Исламская республика Восточного Туркестана (ТИРВТ), или Республика Уйгуристан, оба названия использовались в одно и то же время и оба были объявлены одновременно.

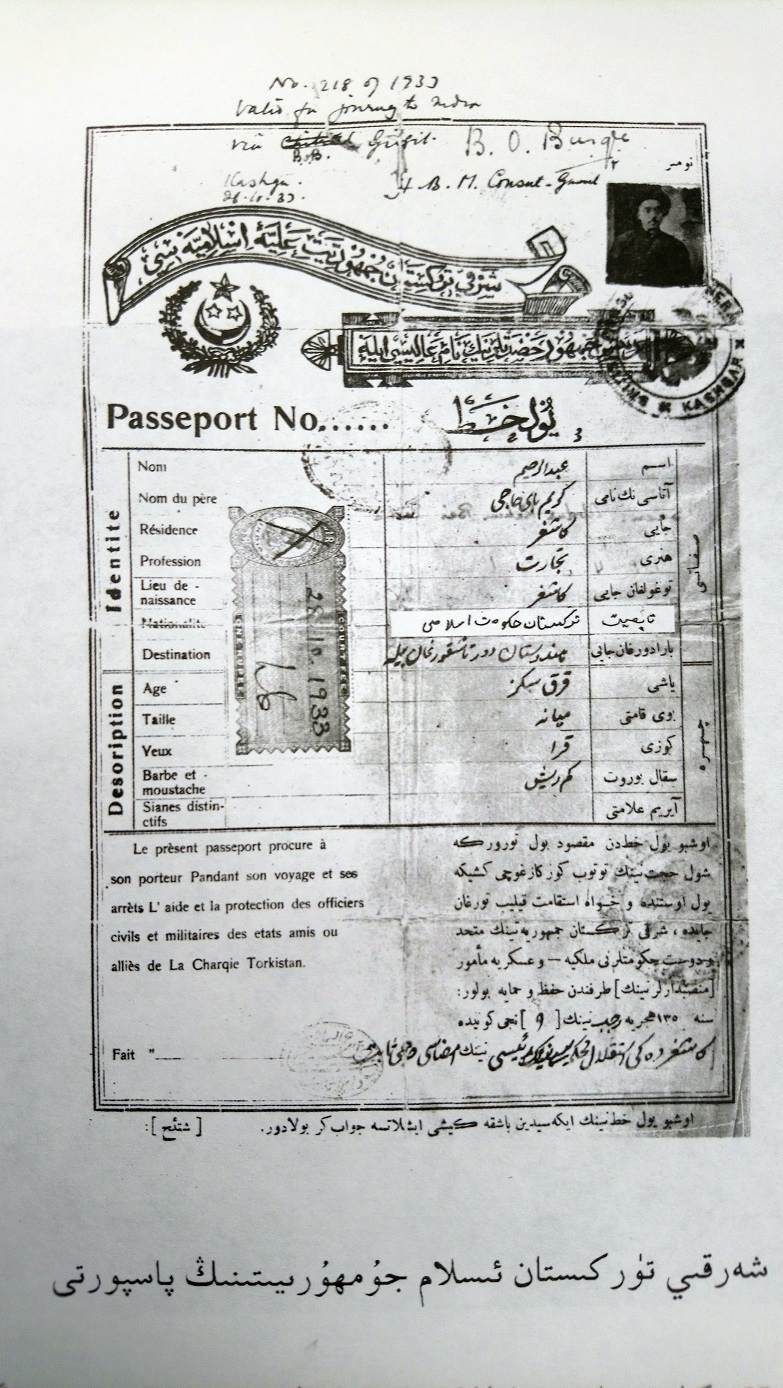
Это первая страница паспорта республики Восточный Туркестан. Этот образ взят из книги Мухаммеда Эмина Бугры "История Восточного Туркестана", написанной в 1940 году и изданной в Анкаре в 1989 году

Данное государственное образование было независимо от Хотанского эмирата. ТИРВТ распространяла свою власть на территории от Аксу на севере Таримского бассейна до Хотана на юге. Фактически правительство в Кашгаре имело большие проблемы: отсутствие ресурсов, гиперинфляция, а также враги в лице хуэйцзу во главе с Ма Чжаньцаном. Хотя была объявлена многонациональная республика, что нашло отражение в названии «Восточный Туркестан», которое было использовано в названии в Конституции, и первые монеты чеканились с надписью «Республика Уйгурстан» (Uyghurstan Jumhuriyiti), в некоторых источниках встречается название Тюркская Исламская республика Восточного Туркестана, что подчёркивает значение ислама в государстве. Влияние ислама в республике под вопросом — хотя конституция подтверждает шариат, джадидизм подразумевает акцент на образование и экономические реформы.
Усилия ТИРВТ получить международное признание были напрасны. Посланники были отправлены в СССР, Афганистан, Иран, Турцию и Британскую Индию. Советский Союз отказался иметь дело с исламистами. В Афганистане кашгарские посланцы имели встречу с королём Афганистана Захир-Шахом и премьер-министром Сардаром Мохаммадом Хашим Ханом, прося помощи в поставках оружия. Но оба решили не вмешиваться в дела Китая. Так же отреагировали все другие государства, не желая иметь дело с сепаратистами. Никто не хотел противодействовать Китаю и СССР в их политике и вмешиваться в войну в Синьцзяне, в которой уже погибло около 100 000 человек. Таким образом, новосозданная республика была в окружении врагов (хуэйцзу, СССР, Китай) и имела мало шансов, чтобы выжить.

## Демография
| Ethnic breakdown of the ETR (1933) | Ethnic breakdown of the ETR (1933) | Ethnic breakdown of the ETR (1933) | Ethnic breakdown of the ETR (1933) | Ethnic breakdown of the ETR (1933) |
| Ethnicity                          |                                    |                                    | Percentage                         |                                    |
| ---------------------------------- | ---------------------------------- | ---------------------------------- | ---------------------------------- | ---------------------------------- |
| Uyghurs                            |                                    |                                    | 98.0 %                             |                                    |
| Tajiks                             |                                    |                                    | 1.4 %                              |                                    |
| Others                             |                                    |                                    | 0.6 %                              |                                    |
| Source: Wang, 2020, p. 265.        |                                    |                                    |                                    |                                    |

## Внутренняя политика
| Деятельность                        | Имена                    |
| ----------------------------------- | ------------------------ |
| Президент                           | Ходжа Нияз               |
| премьер-министр                     | Сабит Дамолла            |
| Министерство Иностранных Дел        | Мухаммад Касим Джан      |
| Министр юстиции                     | Шариф Кари               |
| Министр внутренних дел              | Юнус Бег                 |
| Министр здравоохранения             | Абдулла Хан              |
| Министр обороны                     | Махмут Мухити            |
| Министр образования                 | Абд аль-Карим Хан Махдум |
| министр финансов                    | Али Ахунд Бэй            |
| Министр религиозных учреждений      | Шамс ад-Дин Турди        |
| Министр торговли и коммерции        | Садик Бег                |
| Эмир Хотана                         | Нур Ахмад Джан Бугра     |
| Министр связи                       | Абдулла Дамулла          |
| Председатель Национальной ассамблеи | Тахир Бег                |
| Секретарь Национального собрания    | Суфий Зада               |

## Отношения со странами Оси
ТИРВТ имела некоторые связи с странами Оси, так как Альянс имел интерес в 1930-1937 годах в эксплуатировании панисламских настроений. ТИРВТ, благодаря немецкому представителю в Кабуле, имела некоторые дипломатические связи с миром. Но им не удалось получить признание Германии — вместо этого нацисты поддержали Гоминьдан.

## Отношения с Великобританией
В начале 1900 года британцы открыли посольство в Кашгаре, и посольство в Кашгаре действовало до 1954 года, когда британцы отозвали все китайские посольства. Посольство сейчас находится в отеле Qinbagh в Кашгаре.

## Христиане и Индуисты в Восточном Туркестане
Шведское миссионерское общество в Хотане организовало типографию, в которой, в частности печаталась газета, «Жизнь Восточного Туркестана», официальное СМИ повстанцев. Ведущее правительство Бугры использовало шведскую миссию для печати и распространения средств массовой информации. В то же время, шведские миссионеры активно занимались обращением в христианство местных жителей. Несколько сотен мусульман-уйгуров были обращены в христианство шведами. В ответ, бугры потребовали изгнания шведских миссионеров во время принятия шариата 16 марта 1933 года и смогли добиться своего, ссылаясь на законы шариата. Во имя ислама уйгурский лидер Эмир Абдулла Бугра жестоко напал на базирующихся в Яркенде шведских миссионеров и казнил бы их; однако в конечном итоге они были изгнаны только благодаря вмешательству британцев в их пользу. Руками последователей эмира были обезглавлены и казнены мусульмане, принявшие христианство.
Тюремное заключение и казнь были применены к новообращённым уйгурам-христианам, так, в 1933 году после отказа вернуться в ислам был казнён новообращенный-христианин уйгур Хабиль. Восточно-Туркестанская Исламская Республика насильно изгнала шведских миссионеров и открыто враждебно относилась к христианству, одновременно поддерживая мусульманско-тюркскую идеологию. Власти Восточной Туркестанской Республики подвергли новообращённых мусульман-христиан, таких как Джозеф Йоханнес Хан, тюремному заключению, пыткам и издевательствам так как они отказывались вернуться в ислам. После того, как британцы ходатайствовали об освобождении Хана, он был вынужден покинуть свою землю и в ноябре 1933 года прибыл в Пешавар.
В Хотане исламские тюркские повстанцы, руководимые местными эмирами Хотана убили индуистов 16 марта 1933 года после насильственного изгнания шведов и провозглашения шариата. Убийства двух индуистов произошли на базаре Шамба. Разграбление ценностей убитых индийских индусов произошло в Посгаме 25 марта и накануне в Каргалыке руками уйгуров. В Хотане произошли убийства индусов от рук бугра-эмиров. Антагонизм против обоих индусов был особенно высоким среди мусульманских тюрко-уйгурских повстанцев в южной части Синьцзяна. 24 марта 1933 года мусульмане разграбили в Каргалике владения Рай Сахиба Дип Чанда, который был аксакалом Британии, и его собратьев-индуистов, а в Керии вырезали индийских индусов. Район Шикарпур в Синде был центром индуистской диаспоры. Убийство девяти индийцев-индуистов мусульманами назвали «Каргаликским бесчинством».
В Восточном Туркестане враждебность по отношению к индуистам возникла ещё до создания Исламской республики. Китайцы-ханьцы, мужчины-индуисты, мужчины-армяне, мужчины-евреи и русские мужчины женились на уйгурских мусульманках, которые не могли найти мужей. Уйгурские торговцы преследовали индуистских ростовщиков, крича на них, спрашивая, едят ли они говядину или вешают ли коровьи шкуры на свои помещения. Уйгурские мужчины также нападали на индуистов за то, что они женились на уйгурских женщинах в 1907 году в Посгаме и Яркенде, как Дитта Рам, призывая к их обезглавливанию и забиванию камнями. Религиозное шествие индуистов, в котором участвовали индийские ростовщики, привело к насилию против них со стороны уйгуров-мусульман. В 1896 году двое тюрков-уйгуров напали на индуистского торговца, в ответ британский консул Макартни потребовал наказать уйгуров поркой.

## Падение республики
На севере Шэн Шицай получил помощь в виде двух советских бригад, Алтайской и Тарбагатайской, замаскированных под белых алтайских российских казаков во главе с красным генералом Волошиным. Японская аннексия Маньчжурии и возможная японская поддержка хуэйцзу Ма Чжунъина была одной из причин беспокойства СССР. Другая причина беспокойства Сталина была в том, что восстание в Синьцзяне могло распространиться на советскую Центральную Азию, а также возможность предоставления убежища басмачам. Торговые связи между Синьцзяном и СССР также были причиной поддержки Шэна в дальнейшем.
Советские бригады при поддержке авиации нанесли поражение Ма Чжунъину у Урумчи и заставили его отступить на юг. 16 февраля 1934 года осада Урумчи была снята.
Ходжа Нияз в это время прибыл Кашгар для принятия президентства ТИРВТ и отказывался от сотрудничества с Шэном. Но времени уже не осталось. Хуэйцзу вместе с Ма Чжаньцаном, наступая с севера, при поддержке Гоминьдана атаковали ТИРВТ, вынудив правительство на бегство 6 февраля 1934 года. Хуэйцзу уничтожили многих защитников республики, и большая очередь измен закончила историю ТИРВТ.
Махмут Мухити с остатками войска отступил к Яркенду и Хотану, в это же время Ходжа Нияз отходил через Артуш к советско-китайской границе. В СССР Ходжа Нияз нашёл приют. Советское правительство предложило ему военную помощь и большие перспективы в случае согласия ликвидации ТИРВТ. После подписания документов по ликвидации ТИРВТ и роспуска военных отрядов, Ходжа Нияз вернулся в Восточный Туркестан, где ему дали власть на юге Синьцзяна. Другие беглецы нашли убежище в Индии и Афганистане.

## Галерея

правительство
Хотанский солдат
Комульский офицер
Хотанские партизаны
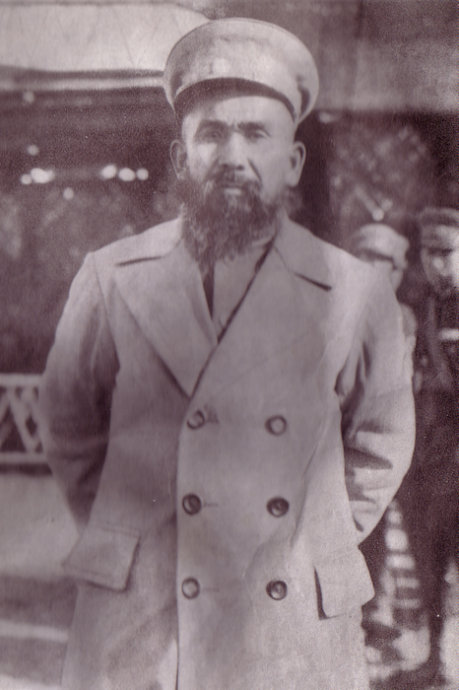
Ходжа Нияз, президент
Тимур-бег, с братьями , кучарцы, 1933г.
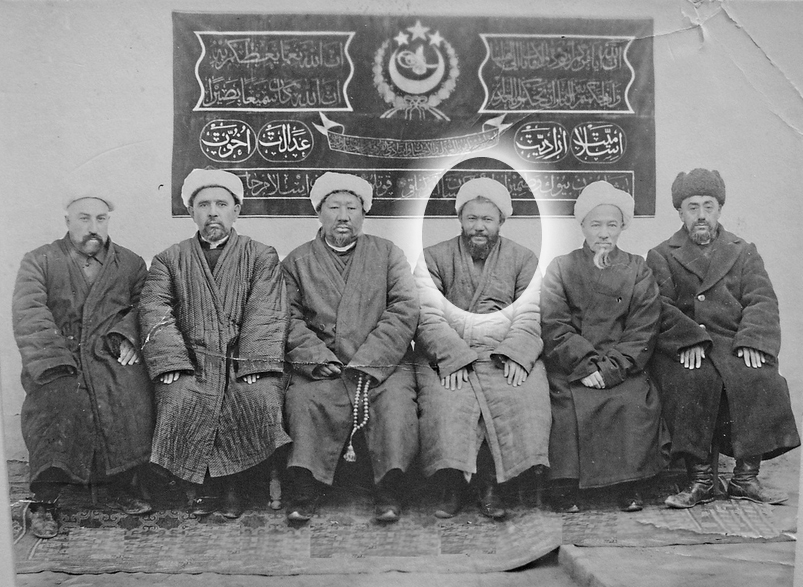
Премьер-министр Сабит Дамулла вместе с министрами высшего ранга
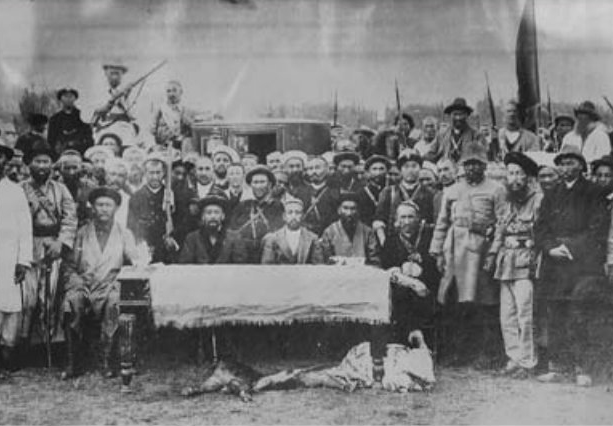
Уйгурские повстанцы